# Sarmanovskij rajon
Il Sarmanovskij rajon (in russo Сармановский район?, in tataro: Сарман районы) è un municipal'nyj rajon della Repubblica Autonoma del Tatarstan, in Russia. Istituito nel 1930, occupa una superficie di 1 385,56 chilometri quadrati, conta 34 655 abitanti ed è suddiviso in un insediamento di tipo urbano (Džalil') e 22 comuni rurali. Il centro amministrativo è il villaggio di Sarmanovo. Il territorio del distretto si trova nel bacino idrografico dei fiumi Menzelja e Mellja (affluenti del fiume Ik).